# Pavla Poznarová
Pavla Poznarová (* 26. září 1986 ve Zlíně) je bývalá česká házenkářka. V dresu rodného Zlína začala hrát interligu ještě coby nadějná dorostenka společně s další bývalou reprezentantkou a pozdější spoluhráčkou z francouzských Met Lenkou Kysučanovou.
Ve své krátké kariéře již stihla vyhrát dva mistrovské tituly, po jednom v Česku a ve Francii, probojovat se do juniorské i seniorské reprezentace. Navíc byla v roce 2005 vyhlášena talentem roku. Zajímavý průběh měl její přestup do zahraničí: Měla již před podpisem smlouvy s německým Erfurtem, když jí angažmá nabídly francouzské Mety. V přestupu významnou roli tehdy sehrála bývalá brankářka Met a v současnosti asistentka trenéra u reprezentace České republiky Lenka Černá. Do Met tak přestoupila dvojička zlínských spoluhráček Poznarová s Kysučanovou, které o několik měsíců později doplnila další česká reprezentantka Klára Zachová z pražské Slavie.
Po sezoně 2008-2009 přestoupila do týmu řecké ligy AC Ormi-Loux Patras.

## Angažmá
- do sezony 2005-2006 HC Zlín
- 2006–2009 HB Metz Moselle Lorraine
- 2009-dosud AC Ormi-Loux Patras

## Úspěchy
- 2004 - mistr Česka
- 2006 - mistr Francie